# Dill (rivier)
De Dill is een 55 kilometer lange zijrivier van de Lahn, in het westen van Hessen.
De Dill ontspringt noordelijk van Haiger-Offdilln op ongeveer 567 meter boven NN en vloeit in zuidelijke richting door de Lahn-Dill-Kreis, langs Dillenburg en Herborn. Bij Wetzlar mondt de Dill uit in de Lahn.
De belangrijkste zijrivieren van de Dill zijn de Dietzhölze bij Dillenburg en de Aar bij Herborn-Burg.
- Gemeinsame Normdatei: 4012324-8
- Virtual International Authority File: 246504226